# Flat Eric
Flat Eric es un personaje marioneta, creado por Quentin Dupieux (conocido bajo su nombre artístico Mr. Oizo), de los anuncios de la línea Sta-Prest One Crease Denim Clothing de la marca Levi's. Fue fabricado por el taller Creature Shop de Jim Henson. Su nombre (flat=plano) proviene de la idea para un anuncio que consistía en que un automóvil le pasara por encima de la cabeza y la aplastara. La idea no se utilizó, pero él se quedó el nombre.
En los anuncios, Flat Eric viajaba con su amigo Angel (interpretado por Philippe Petit) por California,  uyendoade la  la policía como un criminal buscado. En 2023, er. Oizo todavía usa a Flat Eric como mascota.

## Trasfondo
Flat Eric se basó en un títere parecido a un perro llamado Stéphane, que era similar, pero con orejas y manos fijas. Stéphane apareció en algunos cortometrajes de Mr. Oizo (incluido un vídeo para el tema M-Seq ) y tuvo un pequeño grupo de seguidores en Reino Unido y Francia. En  verano de 1998, el creativo John Hegarty presentó a Levi's una campaña sobre la línea Sta-prest sobre la idea de la novela de Jack Kerouac «On the Road», donde dos colegas viajan en automóvil y un policía los para inspeccionar, donde el alijo sería la ropa en el maletero. En marzo de 1999 se decidió lanzar una campaña comercial de prensa y televisión en torno a la marioneta, que sería dirigida por el propio Oizo.
El personaje fue renombrado Eric, un nombre más internacional, a diferencia del francés original Stéphane. El nombre Eric fue elegido en honor a Eric Morand, uno de los fundadores del sello discográfico F Communications .
Fue fabricado por la artista Janet Knechtel para Jim Henson's Creature Shop, en Reino Unido. Fue interpretado por el marionetista Drew Massey en todos los anuncios de Levi's. Estos anuncios se rodaron en solo tres días. Mientras los cortometrajes originales realizados con Stéphane costaron alrededor de 15.000 francos, los dos anuncios de Levi's costaron entre dos y tres millones de francos cada uno. Los derechos del personaje se quedaron en manos de Oizo y la productora Partizan.

## Características del personaje
Eric normalmente no habla y se comunica únicamente a través del lenguaje corporal. Sólo se le ha escuchado hablar en el vídeo musical de "Flat Beat" y lo hace a través de graznidos electrónicos que recuerdan a las voces de los adultos en los especiales animados de Peanuts. Estos graznidos son similares a los que hizo Stéphane en M-Seq.

## Apariciones
Participó en los videos musicales de " Flat Beat " y "Viandes Légumes Véhicules" del músico Mr. Oizo. También apareció como un accesorio en la comedia de la BBC de 2001 a 2003, The Office . 
En agosto de 2004, coprotagonizó junto a David Soul un anuncio televisivo de cinco millones de libras para Auto Trader . También apareció en The Big Breakfast . El títere también apareció con frecuencia como accesorio durante más de diez años en el programa de entrevistas interactivo Curto Circuito de SIC Radical, siendo generalmente llamado "Boneco Amarelo " (en portugués, "títere amarillo").
Flat Eric también hizo aparición en muchas revistas como Cosmopolitan, Heat, Melody Maker, Ministry, Mixmag, Muzik, NME y The Face.
Fue presentado como un personaje desbloqueable en el videojuego para móvil Crossy Road en una actualización de 2016, siendo gratuito por tiempo limitado.
En 2019, 20 años después de "Flat Beat", Quentin Dupieux, en colaboración del diseñador Michael Dupouy, lanzaría una serie limitada de 2500 ejemplares del peluche con una nueva versión de Flat Eric de 60cm junto a un muñeco de su hijo Flat Eric Junior de 20 cm.